# راه برو (آلبوم)
«راه برو» (به انگلیسی: Walk On) آلبومی از بوستون است.
این آلبوم در چارت‌های آمریکا جزو ده آلبوم اول قرار گرفت.